# Ischia (Pergine Valsugana)
Ischia (Is-cia in dialetto trentino) è una frazione del comune di Pergine Valsugana in provincia di Trento, affacciato sul pendio sopra la riva est del lago di Caldonazzo. Situata in posizione soleggiata a 528 metri sul livello del mare.
Gli abitanti sono 429 (dato aggiornato al 31 dicembre 2005), mentre nel 1997 erano 445.

## Descrizione
Da Ischia si gode una magnifica vista sul lago e il clima è mitigato proprio dalla presenza dello stesso. Ischia è sulla strada che da San Cristoforo al Lago porta prima alla pineta di Alberè e poi a Tenna.
Il Colle di Tenna si trova tra i laghi: il lago di Caldonazzo, il più grande, e quello di Levico, il meno esteso.
Attorno ad Ischia ci sono dei piccoli centri abitati come Pozza, Zava, Visintainer e San Cristoforo al Lago.
Nelle campagne si trovano coltivazioni di mele, vigneti e ciliegi. Non è raro vedere cachi e fichi. Ci sono anche coltivazioni di granoturco per uso familiare. Ischia è abitata da tempi molto antichi. Rappresenta una delle antiche Regole della zona del perginese.
Nel 1928, per decisione fascista, il comune di Ischia fu inserito nel Comune di Pergine.
La squadra di calcio del paese è l'Alta Valsugana, ed ha sede presso il campo sportivo in località Pizedi. Attualmente milita nel campionato di Promozione trentina, conquistata dopo aver vinto il campionato di Prima categoria 2024/2025.

## Monumenti e luoghi d'interesse

### Architetture religiose
- Chiesa di Santo Stefano, documentata dal 1471. Dopo varie ristrutturazioni e modifiche la chiesa venne decorata nel 1913 e nel 1937 da Metodio Ottolini.

## Galleria d'immagini

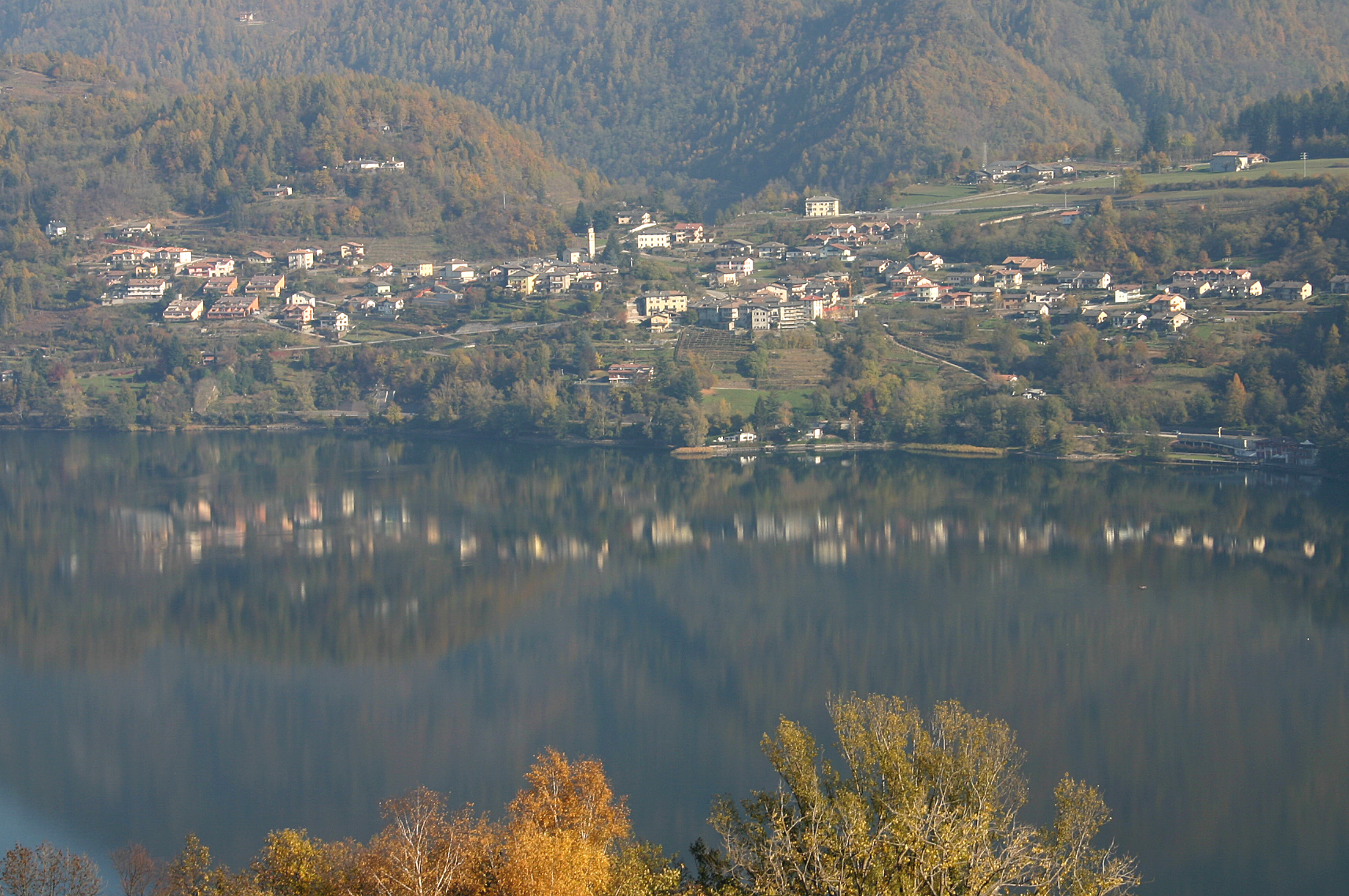
Ischia vista da Santa Caterina
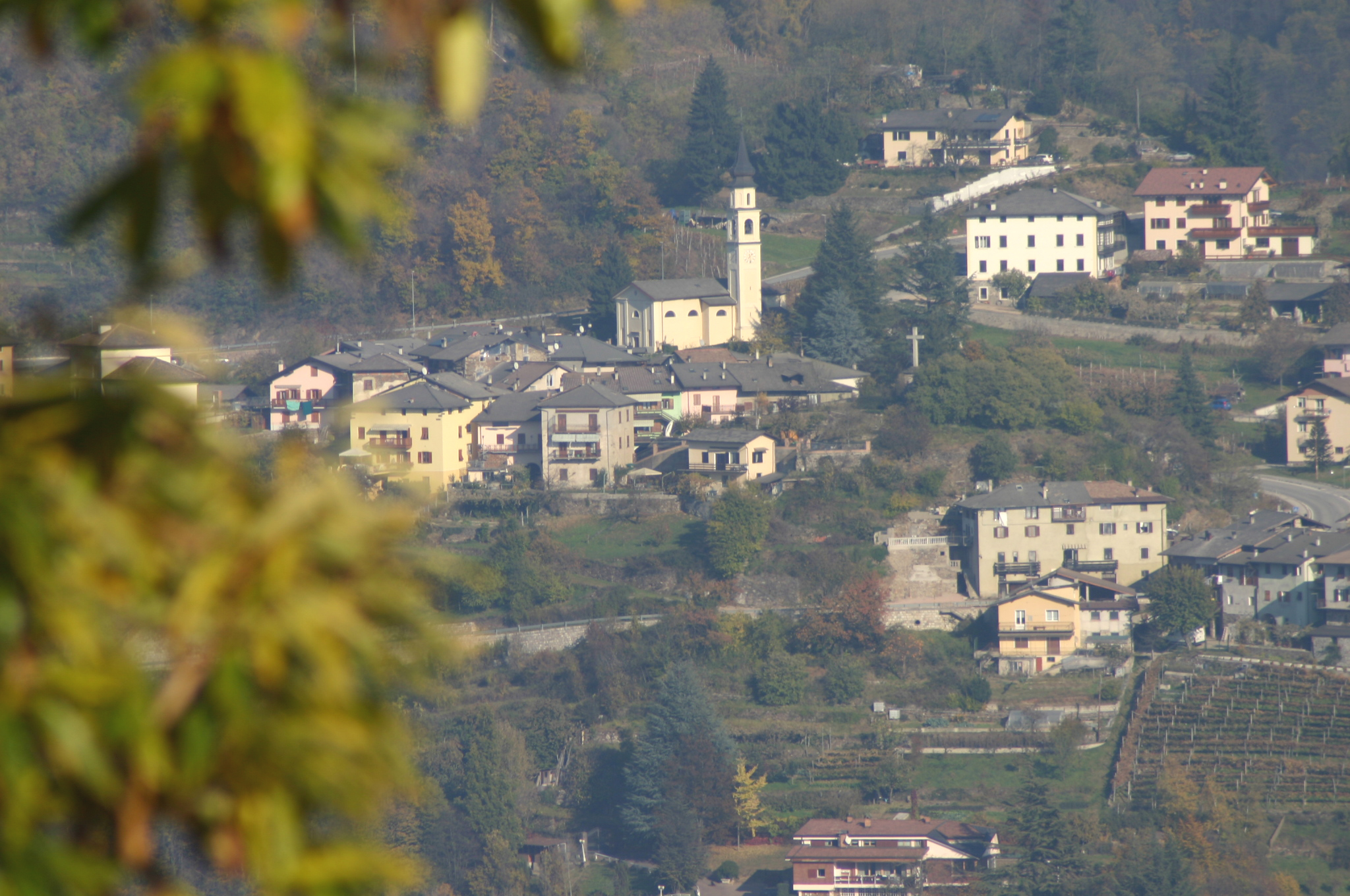
Ischia vista da Santa Caterina